# Ruhnama

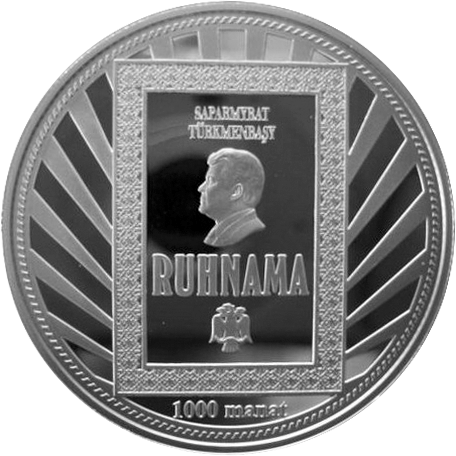
Darstellung der Ruchnama auf einer turkmenischen Münze

Die Ruhnama oder Ruchnama (pers.: „Seelenbuch“) ist ein Buch, das vom ehemaligen turkmenischen Staats- und Regierungschef Saparmyrat Nyýazow geschrieben worden sein soll. Es war offiziell Pflichtlektüre für das Volk. Es erschien im September 2001 und ist eine Vermengung von Geschichte, Verhaltensregeln und Lobpreisungen auf die „Heilige Schrift“. Die Inhalte wurden in den Schulen Turkmenistans unterrichtet und dienen dem Personenkult um Nyýazow. Ein zweiter Band der Ruhnama erschien im Herbst 2004.
Das Buch wird als Epos beschrieben, diente aber auch als Quelle im Schulunterricht. Der mythische Held Oġuzhan wird zum Stammvater des turkmenischen Volkes gemacht, dessen Geschichte in die Perioden:
- Epoche von Oġuzhan (5000 v.d.Z – 650 u.Z)
- Epoche von Gorkut Ata (Dede Korkut, 650 u.Z – 10. Jh.)
- Epoche von Görogly (10.–17. Jh.)
- Epoche von Magtymguly (17.–20. Jh.) eingeteilt wird[1]. Außerdem enthält es Anweisungen zu einer guten Lebensführung, die vor allem aus den angeführten Epen entnommen sind[2].

Die Ruhnama war bis Ende 2006 in allen Schulen Pflichtlektüre und die enthaltene Lehre musste ein Viertel des Unterrichts ausmachen. Staatsbedienstete mussten in diesem Buch an jedem Samstag lesen. Selbst für den Führerschein und für Prüfungen in den Schulen und Hochschulen war Wissen über den Inhalt notwendig.
Als Teil seines Personenkultes ließ Nyýazow 2005 ein Exemplar des Ruhnama ins Weltall befördern. Dort soll es, eingewickelt in die Staatsflagge, für immer um die Erde kreisen. Das an der Oberstufe einer Dnepr-Rakete montierte Paket mit der COSPAR-Bezeichnung 2005-031C wird voraussichtlich im Jahr 2132 in der Erdatmosphäre verglühen. Außerdem ließ er im Zentrum der turkmenischen Hauptstadt Aschgabat ein neun Meter hohes Denkmal errichten, das Ruhnama-Monument.
Die Ruhnama wurde in 40 Sprachen übersetzt – DaimlerChrysler hatte 2003 die deutsche Übersetzung des ersten Teils vorgelegt, der zweite Teil kam von Siemens. Die Baufirma Bouygues veranlasste die französische Übersetzung, die Çalık Holding die Übersetzung ins Türkische und ins Englische. Die Übersetzungen verhalfen den Firmen zu Aufträgen in Turkmenistan.

## Filme
- Arto Halonen: Ruhnama – Im Schatten des heiligen Buches (OT: Shadow of the Holy Book). 2007